# Eresia
Eresia es un género de mariposas de México a Sudamérica en la familia Nymphalidae. Eresia forma complejos anillos de mimetismo con especies de Heliconiinae e Ithomiinae.

## Especies
Ordenadas alfabéticamente:
- Eresia actinote Salvin, 1869
- Eresia carme Doubleday, [1847]
- Eresia casiphia Hewitson, 1869
- Eresia clio (Linnaeus, 1758)
- Eresia datis Hewitson, 1864
- Eresia emerantia Hewitson, 1857
- Eresia erysice (Geyer, 1832)
- Eresia estebana (Hall, 1929)
- Eresia eunice (Hübner, [1807])
- Eresia ithomioides Hewitson, 1864
- Eresia letitia Hewitson, 1869
- Eresia nauplius (Linnaeus, 1758)
- Eresia lansdorfi (Godart, 1819)
- Eresia levina Hewitson, 1872
- Eresia olivencia Bates, 1864
- Eresia pelonia Hewitson, 1852
- Eresia perna Hewitson, 1852
- Eresia phillyra Hewitson, 1852
- Eresia polina Hewitson, 1852
- Eresia sticta Schaus, 1913

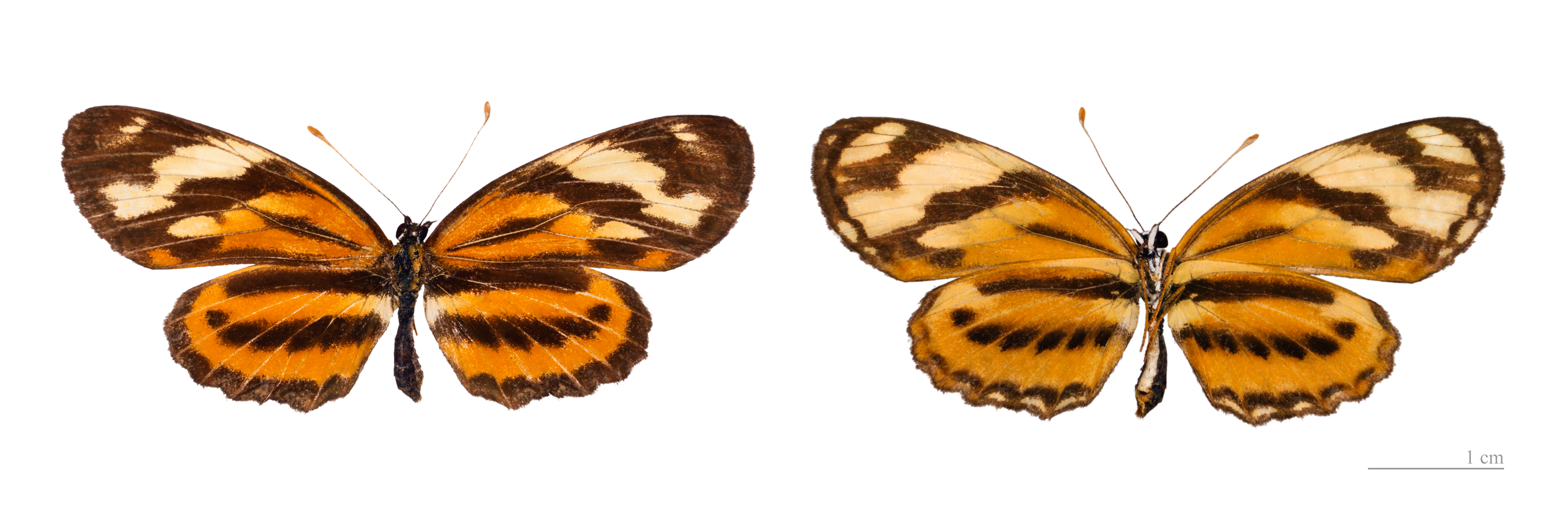
Eresia eunice - MHNT
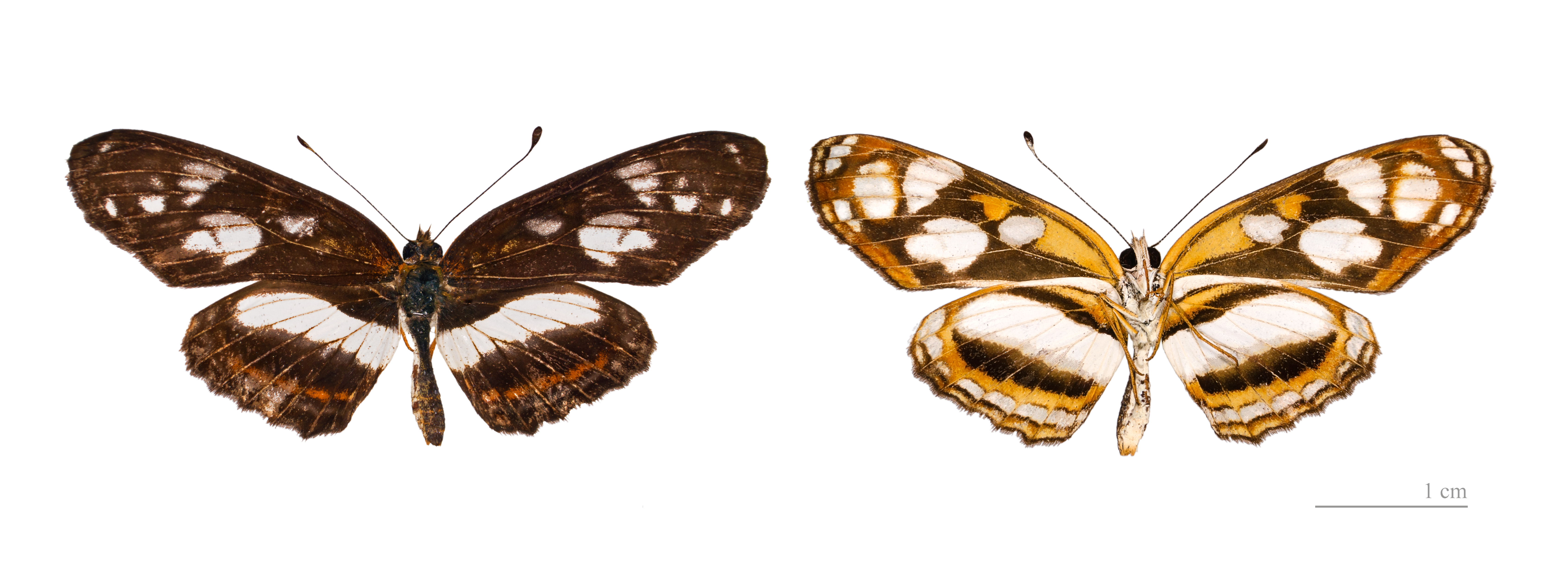
Eresia nauplius - MHNT